# Calymperopsis madagascariensis
Calymperopsis madagascariensis là một loài rêu trong họ Calymperaceae. Loài này được Thér. Broth. mô tả khoa học đầu tiên năm 1925.